# Lake Kuratau
Der Lake Kuratau ist ein Stausee in der Region Waikato auf der Nordinsel von Neuseeland.

## Geographie
Der Stausee befindet sich rund 4,0 km westlich des Lake Taupō und rund 3,4 km westnordwestlich der Kleinstadt Kuratau. Rund 1,4 km führt der New Zealand State Highway 32 westlich vorbei und rund 1,4 km südsüdwestlich der New Zealand State Highway 41. Der Lake Kuratau erstreckt sich über eine Länge von rund 2,8 km in Westnordwest-Ostsüdost-Richtung und misst an seiner breitesten Stelle im östlichen Drittel rund 740 m in Nordnordost-Südsüdwest-Richtung. Mit einem Seeumfang von rund 7,8 km umfasst der See, der sich auf einer Höhe von 448 m befindet, eine Fläche von rund 1,0 km².
Gespeist wird der Stausee von dem von Südwesten zufließenden Kuratau River, der auch den See an seiner Ostseite entwässert. Insgesamt entwässert der Stausee eine Fläche von rund 198 km².

## Staumauer
Das Absperrbauwerk wurde als eine rund 70 m lange und an seiner Basis 118 m breite und gerade Gewichtsstaumauer ausgeführt. Die Höhe des Bauwerks beträgt 36 m. 1962 wurde das Bauwerk zusammen mit dem Kraftwerk in Betrieb genommen.

## Kraftwerk
Das Kraftwerk des Stausee befindet sich rund 870 m südöstlich der Staumauer, doch das Wasser wird über einen rund 530 m langen Nebenarm und zwei oberirdisch geführten, rund 480 m langen Rohren dem Kraftwerk zu geführt. Der Durchfluss beträgt maximal 11.000 Liter pro Sekunde und das Kraftwerk ist für eine Leistung von 6 MW ausgelegt.

## Geschichte
Das Kraftwerk befindet sich im Besitz der Firma King Country Energy. 2015 wurde die Firma Trustpower der größte Anteilseigner von King Country Energy und im Jahr 2017 übernahm Trustpower den Betrieb und die Wartung aller Kraftwerke von King Country Energy, somit auch des Kraftwerks von Lake Kuratau. 2018 übernahm Trustpower auch alle Kunden von King Country Energy, die Kraftwerke blieben aber in deren Besitz.